# Zanieczyszczenie powietrza
Zanieczyszczenia powietrza – są głównymi przyczynami globalnych zagrożeń środowiska.
Międzynarodowa Organizacja Pracy definiuje je jako wszelkie skażenie powietrza przez substancje, które są szkodliwe dla zdrowia lub niebezpieczne z innych przyczyn, bez względu na ich postać fizyczną. Spalanie paliw kopalnych, działalność rolnicza, eksploatacja górnicza, transport to tylko niektóre z głównych przyczyn zanieczyszczenia powietrza. Najczęściej i najbardziej zanieczyszczają atmosferę: dwutlenek węgla, dwutlenek siarki, tlenki azotu oraz pyły.

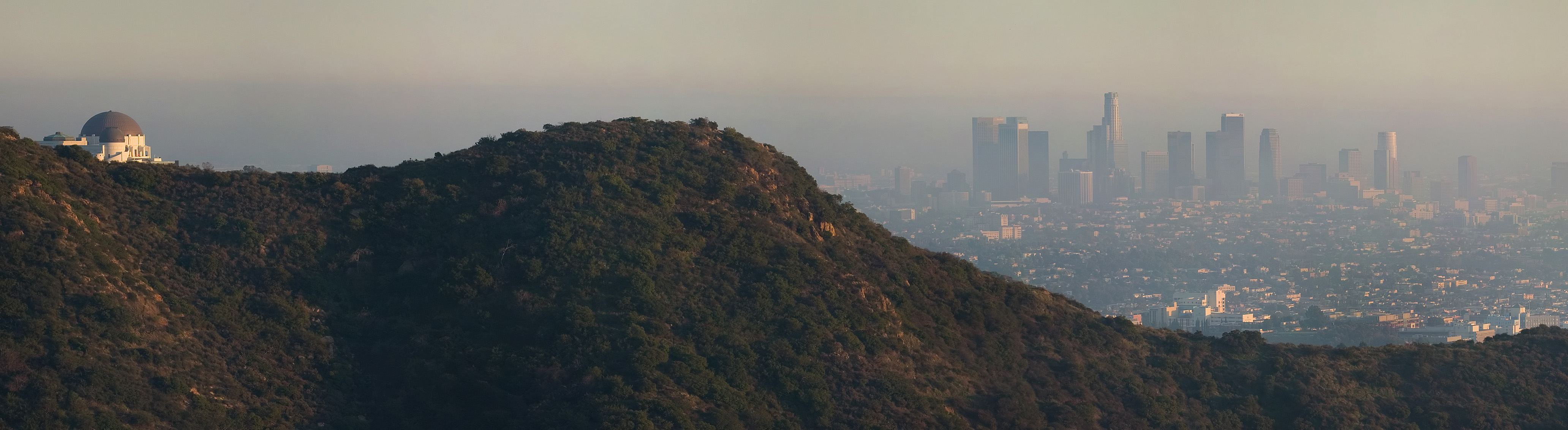
Smog unoszący się nad Los Angeles. Po lewej obserwatorium astronomiczne Griffitha

## Źródła zanieczyszczeń powietrza

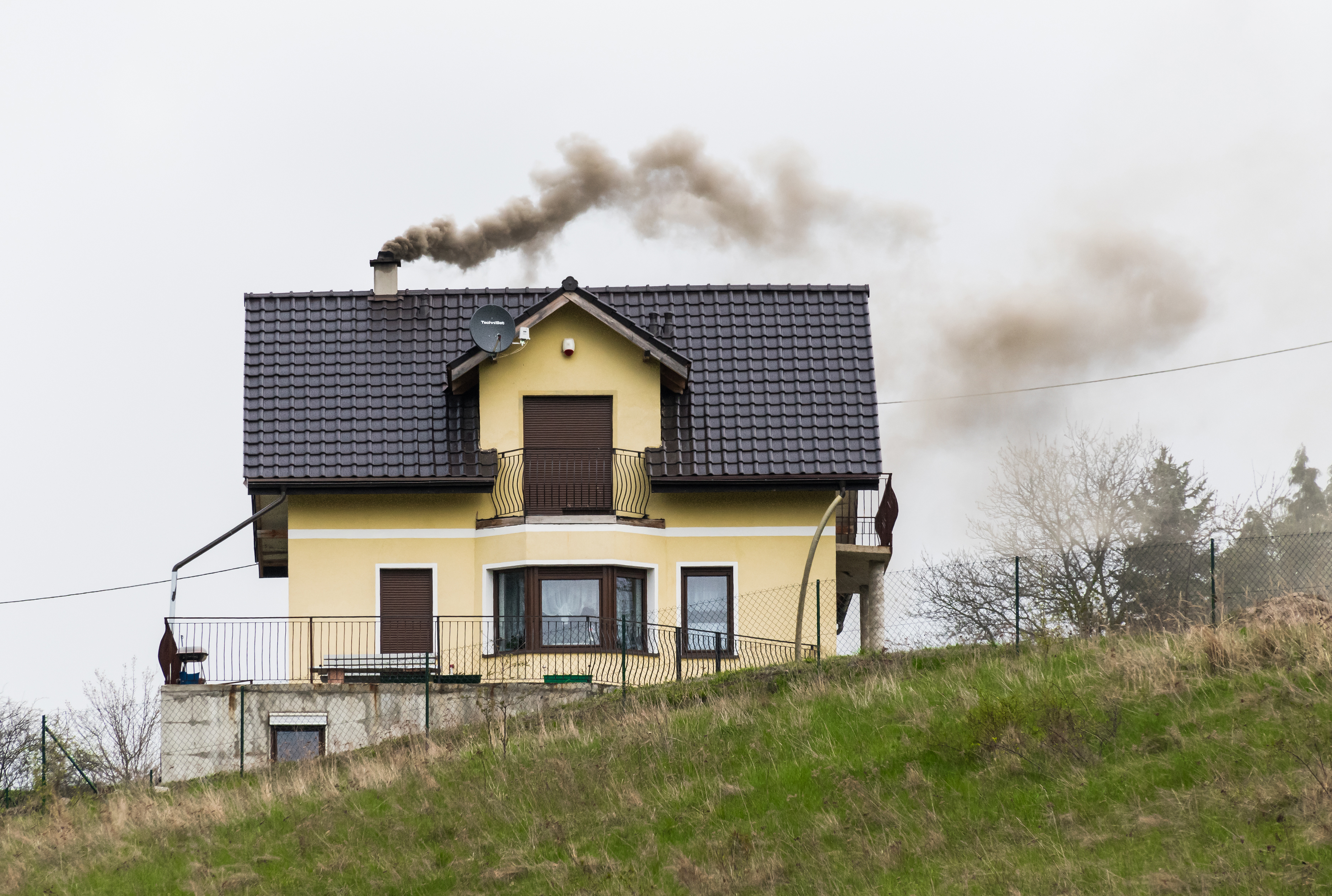
Dym z domowej instalacji c.o.

Powietrze zanieczyszczają wszystkie substancje gazowe, stałe lub ciekłe, znajdujące się w powietrzu w ilościach większych niż ich średnia zawartość. Zanieczyszczenia powietrza dzieli się na pyłowe i gazowe. Światowa Organizacja Zdrowia definiuje powietrze zanieczyszczone jako takie, którego skład chemiczny może ujemnie wpłynąć na zdrowie człowieka, roślin i zwierząt, a także na inne elementy środowiska (wodę, glebę). Zanieczyszczenia powietrza są najbardziej niebezpieczne ze wszystkich zanieczyszczeń, gdyż są mobilne i mogą skazić na dużych obszarach praktycznie wszystkie komponenty środowiska. Głównymi źródłami zanieczyszczeń są:
- uprzemysłowienie i wzrost liczby ludności,
- przemysł energetyczny,
- przemysł transportowy, transport drogowy,
- źródła naturalne.

Rosnące zapotrzebowanie na energię uczyniło ze spalania główne źródło zanieczyszczeń atmosferycznych pochodzenia antropogenicznego. Najważniejsze z nich to:
- dwutlenek siarki (SO2),
- tlenki azotu (NxOy),
- pyły węglowe (X2),
- lotne związki organiczne (benzopireny),
- tlenek węgla (CO),
- dwutlenek węgla (CO2),
- ozon troposferyczny (O3),
- ołów (Pb),
- pyły zawieszone.

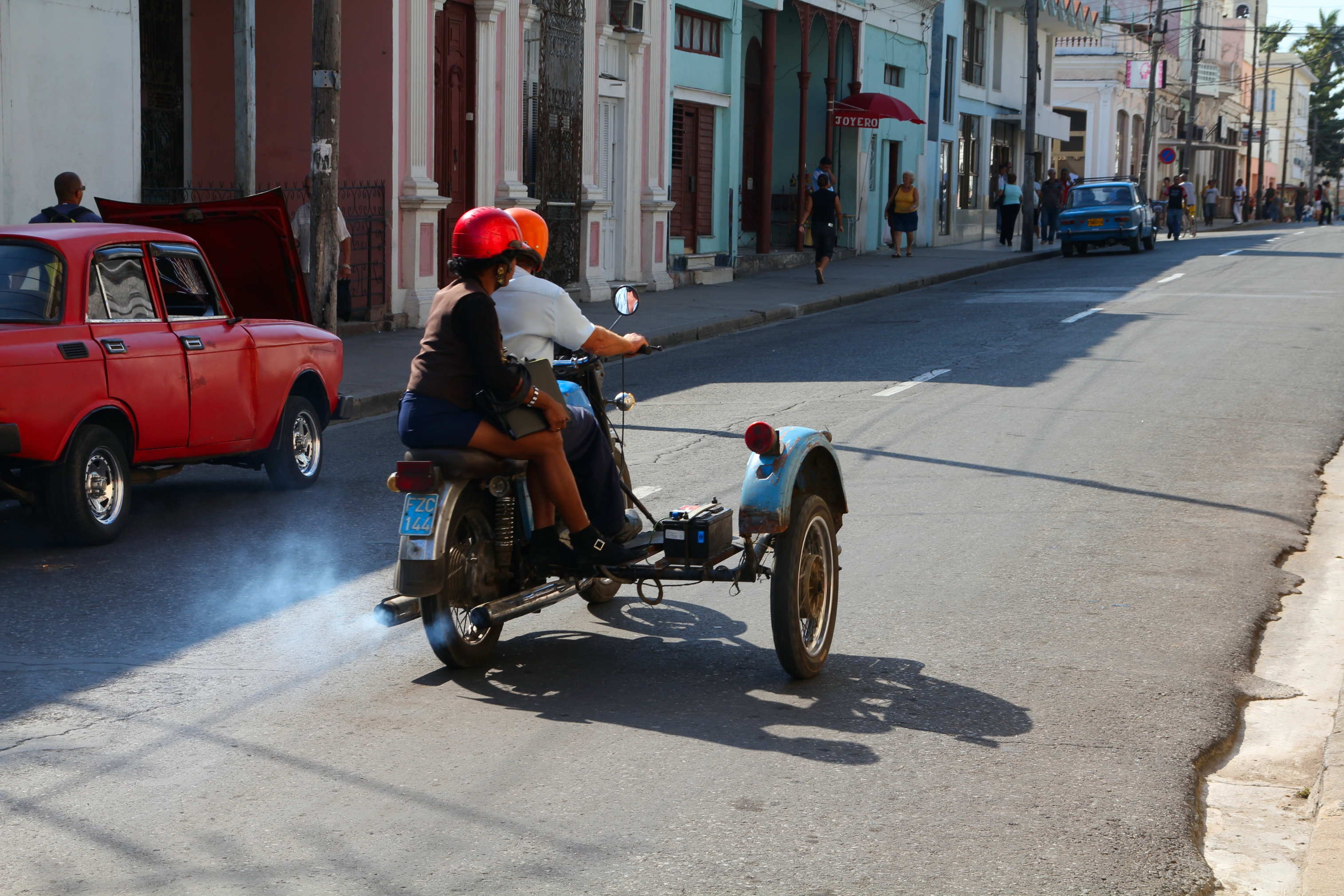
Spaliny starego motocykla

Źródłami zanieczyszczeń powietrza są m.in.:
- niska emisja,
- chemiczna konwersja paliw,
- wydobycie i transport surowców,
- przemysł chemiczny,
- przemysł rafineryjny,
- przemysł metalurgiczny,
- cementownie,
- składowiska surowców i odpadów,
- motoryzacja.

Naturalne źródła zanieczyszczeń powietrza to:
- wybuchy wulkanów,
- wietrzenie chemiczne skał,
- pożary lasów i stepów,
- wyładowania atmosferyczne,
- pył kosmiczny,
- procesy biologiczne.

Zanieczyszczenia powietrza są wchłaniane przez ludzi głównie w trakcie oddychania. Przyczyniają się do powstawania schorzeń układu oddechowego, a także zaburzeń reprodukcji i alergii. W środowisku kulturowym człowieka zanieczyszczenia powietrza powodują korozje metali i materiałów budowlanych. Działają niekorzystnie również na świat roślinny, zaburzając procesy fotosyntezy, transpiracji i oddychania. Wtórnie skażają wody i gleby. W skali globalnej mają wpływ na zmiany klimatyczne. Zanieczyszczenia powietrza zwiększają także kwasowość wody pitnej. Powoduje to wzrost zawartości ołowiu, miedzi, cynku, glinu, a nawet kadmu w wodzie dostarczanej do mieszkań. Zakwaszone wody niszczą instalacje wodociągowe, wypłukując z niej różne substancje toksyczne.
Wyróżnia się trzy główne źródła emisji zanieczyszczeń do atmosfery:
- punktowe – są to głównie duże zakłady przemysłowe emitujące pyły, dwutlenek siarki, tlenek azotu, tlenek węgla, metale ciężkie;
- powierzchniowe (rozproszone) – są to paleniska domowe, lokalne kotłownie, niewielkie zakłady przemysłowe emitujące głównie pyły, dwutlenek siarki;
- liniowe – są to głównie zanieczyszczenia komunikacyjne odpowiedzialne za emisję tlenków azotu, tlenków węgla, węglowodorów aromatycznych, metali ciężkich (dawniej głównie ołowiu z etyliny, obecnie platyny, palladu i rodu z katalizatorów samochodowych). Tego rodzaju zanieczyszczenia kumulują się w miastach i są czynnikiem ryzyka rozwoju chorób: nowotworowych, układu oddechowego, układu sercowo-naczyniowego. Szacuje się, że aż 95% przypadków astmy dziecięcej na świecie da się powiązać z ekspozycją na zanieczyszczenia zawierające NO2[4].

## Skutki zanieczyszczeń powietrza

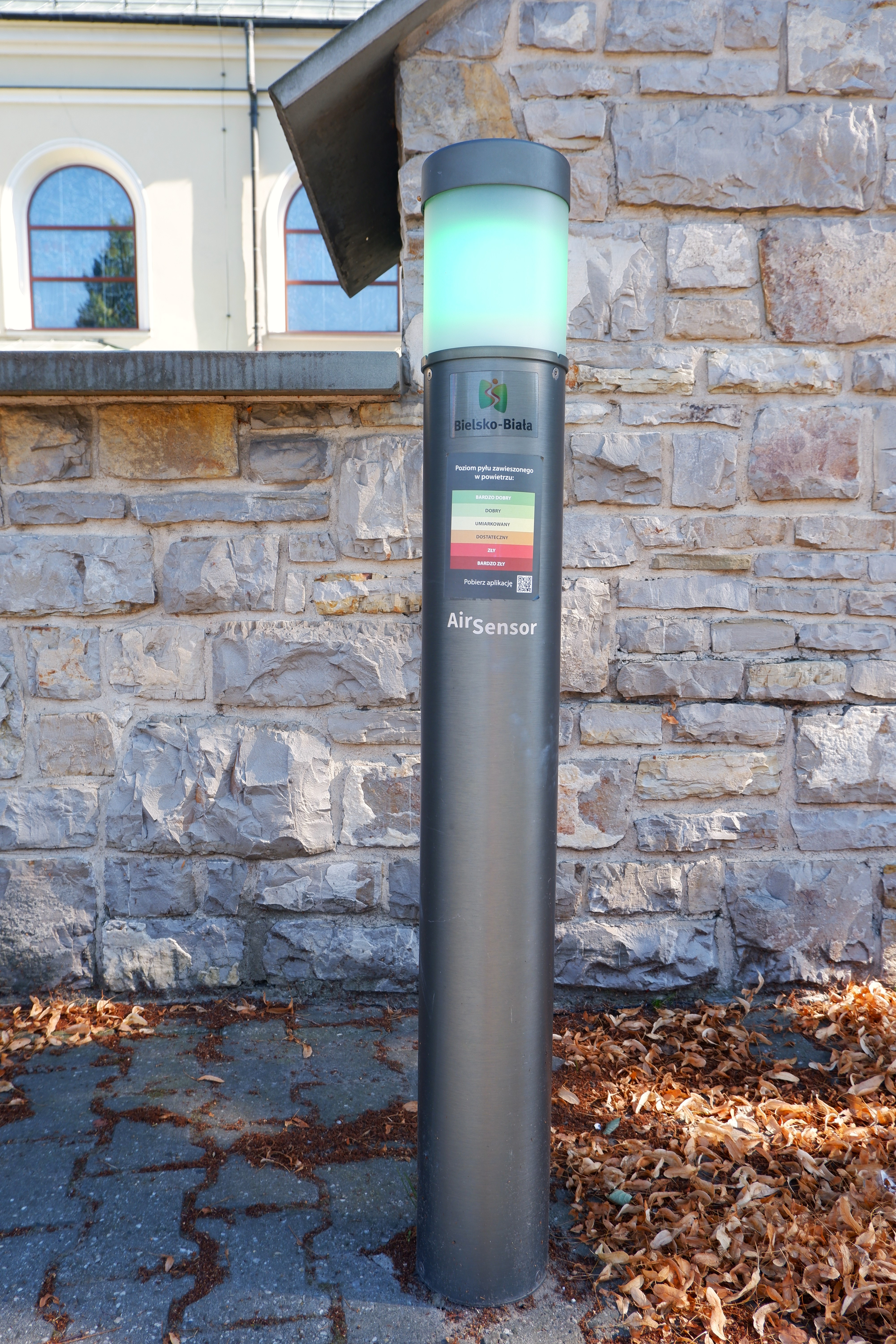
Sensor jakości powietrza

Według Światowej Organizacji Zdrowia (WHO) koszty zanieczyszczenia powietrza w Europie wynoszą ok. 1,6 biliona USD, powodując ok. 600 tys. przedwczesnych zgonów (koszt ok. 1,4 biliona USD) oraz choroby (koszt ok. 200 miliardów USD). Do skutków zanieczyszczenia powietrza należą:
- Kwaśny deszcz – opad atmosferyczny o niskim pH. Zawiera kwas siarkowy, powstały w atmosferze zanieczyszczonej tlenkami siarki ze spalania zasiarczonego węgla oraz kwas azotowy powstały z tlenków azotu. Przyczynia się do zwiększenia śmiertelności niemowląt[potrzebny przypis] i osłabienia płuc[potrzebny przypis], powoduje zakwaszania rzek i jezior, niszczenie flory i fauny, degradację gleby, niszczenie zabytków i architektury.
- Smog – zanieczyszczone powietrze zawierające duże stężenia pyłów i toksycznych gazów, których źródłami są głównie motoryzacja oraz przemysł.
- Odory (niepożądane zapachy)[6] – skutek obecności w powietrzu zanieczyszczeń pobudzających receptory węchowe (odoranty). Najczęściej są to mieszaniny bardzo wielu różnych związków, występujących w bardzo małych ilościach. Ich oddziaływanie na zdrowie ludzi ma zwykle charakter psychosomatyczny. Rozwiązywanie problemów związanych z uciążliwością zapachową wymaga stosowania specyficznych metod analitycznych (analiza sensoryczna, olfaktometry).
- Dziura ozonowa – Spadek zawartości ozonu (O3) na wysokości 15–20 km głównie w obszarze bieguna południowego, obserwowany od końca lat 80. Tempo spadku wynosi ok. 3% na rok. Największe znaczenie mają w tym procesie związki chlorofluorowęglowe (freony), z których uwolniony chlor (pod wpływem promieniowania ultrafioletowego) atakuje cząsteczki ozonu, prowadząc do wyzwolenia tlenu (O2) oraz tlenku chloru(II) (ClO). Tempo globalnego spadku ozonu stratosferycznego pod wpływem działalności człowieka (z wyjątkiem Antarktydy), oszacowane na podstawie badań satelitarnych, wynosi 0,4–0,8% na rok w północnych, umiarkowanych szerokościach geograficznych i mniej niż 0,2% w tropikach. Powłoka ozonowa jest naturalnym filtrem chroniącym organizmy żywe przed szkodliwym promieniowaniem ultrafioletowym. W celu jej ochrony z inicjatywy UNEP (Program Ochrony Środowiska Narodów Zjednoczonych) przedstawiciele 31 państw podpisali w 1987 Protokół Montrealski – umowę zakładającą 50-procentowy spadek produkcji freonów do roku 2000, w stosunku do 1986. Od 1990 obserwowane jest zmniejszenie tempa wzrostu freonów w atmosferze – z 5% rocznie do mniej niż 3%. W 1995 Nagrodę Nobla w dziedzinie chemii przyznano za badania nad wpływem freonów na ozon atmosferyczny oraz badania nad powstawaniem i reakcjami ozonu atmosferycznego.
- Efekt cieplarniany – Wzrost emisji gazów cieplarnianych na ziemi sprawia, że większa ich ilość dostaje się do atmosfery. Staje się ona bardziej szczelna, co prowadzi do podnoszenia się temperatury na Ziemi i idących za tym zmian klimatycznych. Efekt został odkryty przez Jean Baptiste Joseph Fourier w 1824 i zbadany przez Svante Arrheniusa w 1896 roku. Nazwa pochodzi od zjawiska zachodzącego w szklarni gdy Słońce oświetla pomieszczenie przykryte szkłem, panuje w nim temperatura wyższa niż na zewnątrz. Na planetach Mars i Wenus, czy na księżycu Tytan także zachodzi efekt cieplarniany, ale większość artykułu poświęcona jest Ziemi. Termin „efekt cieplarniany” odnosi się do efektu wywołanego przez czynniki naturalne w atmosferze Ziemi oraz do przypuszczalnych zmian efektu wywołanych przez gazy wyemitowane w wyniku działalności człowieka. Naturalny efekt cieplarniany, jest zjawiskiem bardzo korzystnym dla Ziemi (podnosi on temperaturę o około 15 °C, choć podawane są różne wielkości i przyczyny tego efektu). W potocznym rozumieniu ten naturalny efekt jest często pomijany.
- Zdaniem Gary’ego Fullera zanieczyszczenia generowane przez samochody odpowiadają w dużych miastach za około 1/4 zgonów spowodowanych pyłem PM2,5[7]. Obok pyłu występuje dwutlenek azotu, substancja, która znalazła się w centrum skandalu wokół fałszowania testów przez Volkswagena i ma podobny wpływ na ludzi[8].
- W latach 2008–2012 naukowcy z Politechniki Warszawskiej i Wojskowego Uniwersytetu Medycznego przeprowadzili badania nastawione na ocenę wpływu zanieczyszczeń komunikacyjnych na sprawność oddychania. Badania wykonano w grupie 3997 mieszkańców i mieszkanek Warszawy i 988 osób zamieszkujących na czystych obszarach pozamiejskich. Wyniki wskazują, że ryzyko wystąpienia obturacji oskrzeli u niepalących mieszkańców i mieszkanek Warszawy jest średnio 6,6-krotnie wyższe w odniesieniu do osób mieszkających na czystych terenach (uwzględniając wiek, płeć, okres zamieszkania, czy aktywność fizyczną)[9].
- Podejrzenia co do rakotwórczego działania spalin z pojazdów napędzanych dieslem pojawiły się w Stanach Zjednoczonych już w drugiej połowie lat 80. XX wieku. Zostały potwierdzone w lipcu 2012 roku przez należącą do WHO Międzynarodową Agencję Badań nad Rakiem (International Agency for Research on Cancer). Światowa Organizacja Zdrowia uznała, że zgromadzone dotąd dane epidemiologiczne są wystarczające, żeby uznać zanieczyszczenia ze spalania oleju napędowego za rakotwórcze. Została im przyznana Grupa I – związek powoduje raka u ludzi[10].
- 9 milionów przedwczesnych zgonów rocznie w skali globalnej może być spowodowanych zanieczyszczeniem powietrza. W samej Europie jest to 800 tysięcy przedwczesnych zgonów rocznie[11].

## Zanieczyszczenia powietrza w Polsce

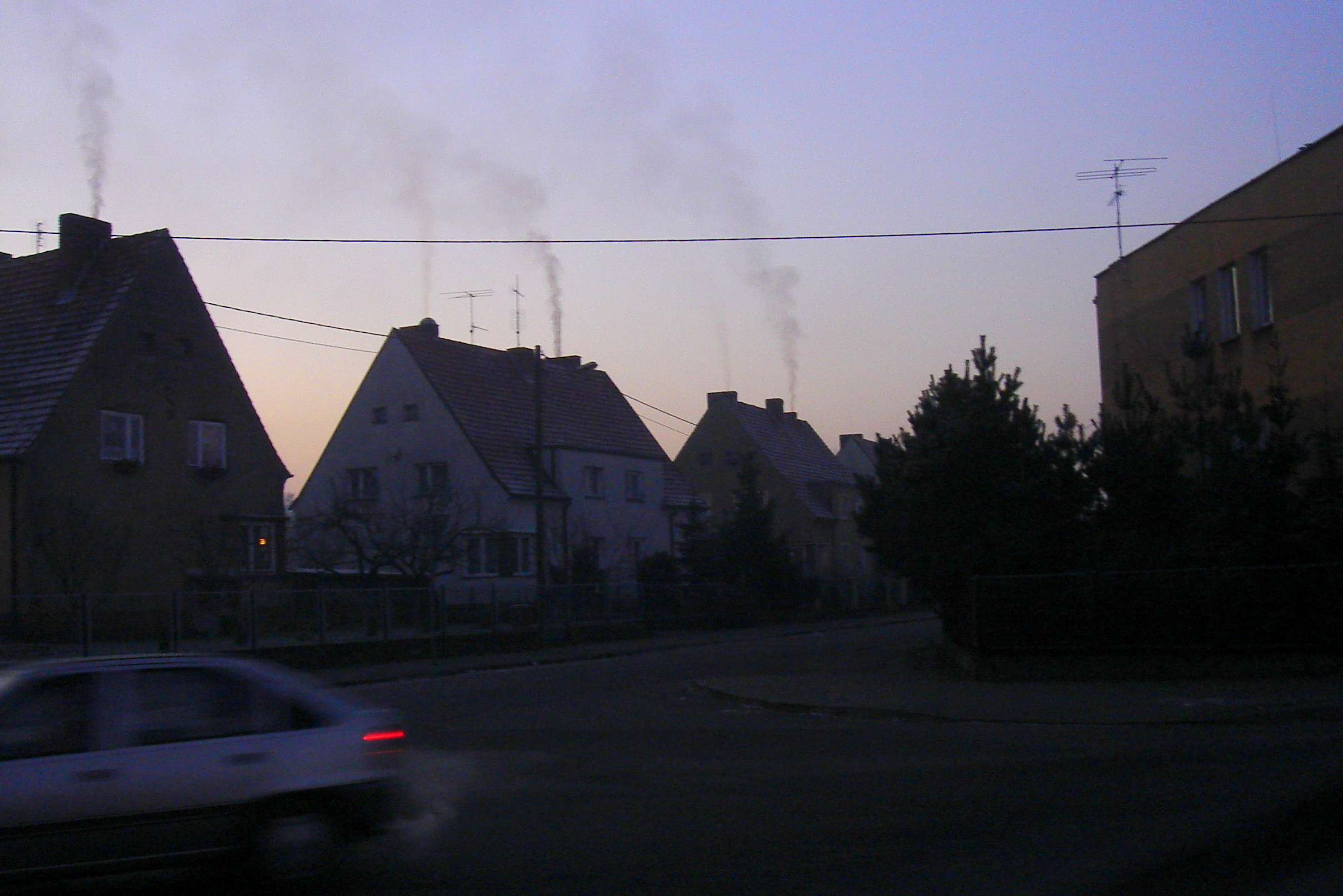
Domy opalane paliwami stałymi

Stan powietrza atmosferycznego jest uwarunkowany przez emisje zanieczyszczeń do atmosfery z terytorium Polski, transport transgraniczny oraz warunki meteorologiczne. Nadmierne zanieczyszczenie powietrza atmosferycznego występuje na ponad 20% powierzchni Polski. W 2015 Europejska Agencja Środowiska opublikowała raport z którego wynika, iż powietrze w Polsce należy do najbardziej zanieczyszczonych rakotwórczym benzopirenem spośród wszystkich krajów Unii Europejskiej, przekraczając stężenie 1 ng/m³.
Czynnikami powodującymi taki stan są:
- energetyka oparta na węglu kamiennym i brunatnym[13],
- spalanie w domowych piecach węgla, drewna i śmieci[12],
- rozwinięty, ale niedoinwestowany ekonomicznie przemysł surowcowy,
- niedobór instalacji oczyszczających gazy odlotowe,
- dynamicznie rozwijający się transport samochodowy (pojazdy i drogi),
- opóźnienie w rozwoju prawa ekonomicznego i jego egzekwowania.

Stan czystości powietrza na Górnym Śląsku zależy od emisji zanieczyszczeń z krajowych źródeł przemysłowych oraz ich napływu z Czech i Niemiec. Z terytorium Polski zanieczyszczenia transportowane są nad terytorium wschodnich i północnych sąsiadów. Polska należy do krajów wymieniających zanieczyszczenia, tzn. że wielkość „eksportu” zanieczyszczeń jest zbliżona do wielkości „importu”. Szacuje się, że w Polsce ogólna emisja zanieczyszczeń gazowych wyniosła w 1994 r. co najmniej 10 mln t, w tym dwutlenku siarki (SO2) – 2,6 mln t (1989 – 3,9 mln t, 1991 – 3,0 mln t), tlenków azotu – 1,1 mln t (1989 – 1,5 mln t, 1991 – 1,2 mln t), tlenku węgla (CO) – 4,4 mln t, lotnych substancji organicznych – 1,7 mln t, amoniaku (NH3) – 384 tys. t, dwusiarczku węgla (CS2) – 20 tys. t, siarkowodoru (H2S) – 9 tys. t i związków fluoru – 4 tys. t, dodatkowo emisja dwutlenku węgla (CO2) jest szacowana na ok. 400 mln t. Emisja pyłów 1989–1994 zmniejszyła się z 2,4 mln t do 1,4 mln t rocznie.
Przestrzenny rozkład emisji zanieczyszczeń jest bardzo nierównomierny – największy poziom osiąga ona na obszarach dużych aglomeracji miejskich oraz głównych okręgów przemysłowych. Zdecydowanie najgorsza sytuacja występuje w województwie śląskim, gdzie na obszarze stanowiącym zaledwie 2,1% powierzchni Polski koncentruje się aż 20–25% krajowej emisji dwutlenku siarki (SO2), tlenków azotu i pyłów. Od wielu lat są tu przekraczane wartości dopuszczalnych stężeń wszystkich ważniejszych zanieczyszczeń atmosfery, w tym metali ciężkich, tlenku węgla i węglowodorów. Na obszarach zurbanizowanych, zwłaszcza przy ruchliwych ulicach miejskich występuje podwyższone w stosunku do poziomu dopuszczalnego zapylenie oraz stężenie szkodliwych gazów.
Z kolei Kraków jest drugim co do wielkości miastem w Polsce, zamieszkanym przez 756 tys. ludzi, w którym jakość powietrza jest jedną z najgorszych w Europie. Głównym źródłem zanieczyszczeń powietrza w Krakowie jest niska emisja (ogrzewanie mieszkań węglem i śmieciami). Poza sezonem grzewczym do przekraczania norm zanieczyszczenia przyczyniają się transport oraz przemysł. Na tak duże przekroczenia składa się szereg czynników specyficznych dla polskiego sektora węglowego: brak norm jakościowych dla węgla po 2004 roku (powszechne wykorzystanie mułu węglowego w celach grzewczych) oraz wysoki poziom zanieczyszczeń w gatunkach węgla sprzedawanych w Polsce.
W Krakowie i niektórych miastach Górnego Śląska występuje kwaśny smog typu londyńskiego.
Według Światowej Organizacji Zdrowia (WHO) 33 z 50 najbardziej zanieczyszczonych miast w Unii Europejskich znajduje się w Polsce. Najbardziej zanieczyszczonymi miastami w Polsce są kolejno: Żywiec, Pszczyna, Rybnik, Wodzisław Śląski, Opoczno, Sucha Beskidzka, Godów, Kraków, Skawina i Nowy Sącz.
Zanieczyszczenie powietrza ma dobrze zbadany i zauważalny wpływ na zdrowie człowieka, w szczególności na choroby płuc i układu oddechowego.
Doprowadza również do degradacji zabytków.
Żeby oczyścić powietrze należy dokonać:
- zmian technologicznych,
- zamontować skuteczne urządzenia oczyszczające dla źródeł emisji (cyklony, filtry workowe, elektrofiltry, skrubery, odpylacze),
- ustalić prawidłowe kryteria oceny zanieczyszczeń.

Od początku lat 90. obserwuje się zmniejszenie emisji zanieczyszczeń powietrza, co początkowo było spowodowane spadkiem produkcji przemysłowej, obecnie – postępem w instalowaniu urządzeń ochrony powietrza. Wzrastają liczba urządzeń odpylających i ich średnia skuteczność. Powstają nowe instalacje odsiarczania spalin i usuwania z nich tlenków azotu. Ilość zanieczyszczeń zatrzymanych i zneutralizowanych w urządzeniach oczyszczających w przypadku pyłów stanowi ok. 98% zanieczyszczeń wytworzonych, a w przypadku dwutlenku siarki – ok. 26%. W rezultacie tych zmian udział emisji przemysłowych zmniejsza się na rzecz niskiej emisji.
W 2013 roku Sejmik Województwa Małopolskiego dopuścił do celów grzewczych na terenie gminy miejskiej Kraków wyłącznie paliwo gazowe oraz oleje opałowe, wyłączając tym samym stosowanie paliw stałych (węgiel, drewno).
Stężenie pyłów zawieszonych w pomieszczeniach jest o ok. 10% niższe od stężenia na zewnątrz. Stosowanie pokojowych filtrów powietrza HEPA zmniejsza stężenie w pomieszczeniach o ok. 30%.

## Samoloty pasażerskie a zanieczyszczenie atmosfery
Jeden lot przez Atlantyk pochłania 60 tys. litrów paliwa, czyli więcej niż przeciętny kierowca zużyje przez 50 lat. Co roku samoloty pasażerskie wyrzucają z dysz silników odrzutowych około 140 ton dwutlenku węgla i 750 kilogramów tlenków azotu. Związki te niszczą ochronną warstwę ozonową, a smugi kondensacyjne zostawiane na niebie sprzyjają powstawaniu chmur, które niczym ekrany odbijają energię cieplną emitowaną z Ziemi i zatrzymują ją w atmosferze (efekt cieplarniany). Zanieczyszczenia, które dostają się do atmosfery na wysokości ok. 10 km, gdzie latają odrzutowce, pozostają w powietrzu sto razy dłużej niż emitowane przy powierzchni ziemi. Ocenia się, że samoloty pasażerskie zanieczyszczają atmosferę cztery razy bardziej niż kominy stojące na ziemi.

## Samochody z napędem Diesla a zanieczyszczenia powietrza
Emisja zanieczyszczeń z diesli wiąże się z obciążeniem dla środowiska i ekosystemów. Toksyczne substancje dostają się nie tylko do powietrza, ale też do wody i gleby, co przekłada się m.in. na gorszą jakość żywności dla ludzi. Emisja gazów cieplarnianych z transportu przyczynia się także do zmian klimatycznych, które odbiją się na wszystkich mieszkańcach Ziemi.
Transport drogowy jest istotnym źródłem emisji gazów cieplarnianych. W UE prawie 30% emisji CO2 pochodzi z sektora transportowego, z czego aż 72% z transportu drogowego. Największym źródłem emisji CO2 w transporcie drogowym są samochody osobowe (60%). W Polsce na 1000 mieszkańców i mieszkanek przypadają 604 samochody – jest to pod tym względem jeden z najwyższych wyników wśród państw UE. W Polsce samochody z napędem Diesla stanowią ok. ⅓ samochodów, większość stanowią starsze modele emitujące szczególnie dużo gazów cieplarnianych i zanieczyszczeń, przez co dotkliwie szkodzą środowisku i pogłębiają katastrofę klimatyczną. Bez redukcji emisji w transporcie, nie jest możliwe osiągnięcie neutralności klimatycznej.
Zgodnie z danymi UE z 2019 roku, w Polsce sprzedaje się ponad 3 razy więcej paliwa Diesel Fuel B7 (ON) niż benzyny RON 95 i 98 łącznie. W samym 2019 roku sprzedano w Polsce 20 864 700 000 litrów (17 460 000 ton) paliwa diesel.
Szkodliwe związki emitowane przez pojazdy napędzane dieslem i ich wpływ na środowisko:
- tlenki azotu (NOx): Tworzą m.in. związki kwasowe, które po przedostaniu się z powietrza do wody i gleby zakwaszają je, co ma ogromny wpływ na ekosystemy. Związki kwasowe obecne w powietrzu negatywnie wpływają na rośliny, np. hamując/uniemożliwiając ich rozwój.
- ozon troposferyczny (O3): Oddziałuje negatywnie nie tylko na zdrowie ludzi i innych zwierząt, ale też na zdrowie roślin. Wnika w komórki roślin i zmniejsza ich odporność na choroby, warunki atmosferyczne i aktywność owadów oraz na inne zanieczyszczenia. Ozon troposferyczny zawarty w zanieczyszczeniach z silników Diesla ogranicza wzrost roślin oraz ich zdolność do fotosyntezy. W dalszej konsekwencji, przewlekła ekspozycja roślin na wysoki poziom ozonu troposferycznego prowadzi do zaniku bioróżnorodności, zmian habitatu i zmian w poziomie nawodnienia gruntów[25].
- cząsteczki stałe (pyły zawieszone, aerozole atmosferyczne) PM10, PM2,5 i mikrocząsteczki: Pył zawieszony może być przenoszony przez wiatr na długie dystanse, co sprawia, że dostają się do wód i gleby, a za ich pośrednictwem do wody pitnej i żywności. Pyły zawieszone zakwaszają zbiorniki wodne (naturalne i sztuczne) i negatywnie wpływają na ich bioróżnorodność. Pyły zawieszone zmieniają skład wody, czyniąc ją mniej przydatną do spożycia przez ludzi i zwierzęta oraz wykorzystania przez rośliny. Zaburzają chemiczną równowagę wód przybrzeżnych i rozlewisk, co negatywnie odbija się na ich bioróżnorodności. Związki zawarte w spalinach po przedostaniu się do wody i gleby uszkadzają rośliny, zarówno w naturalnych ekosystemach, jak i te uprawiane przez człowieka[26].
- gazy cieplarniane z transportu drogowego: CO2 i O2. Gazy cieplarniane emitowane przez diesle to przede wszystkim ozon troposferyczny i dwutlenek węgla. Pojazdy napędzane dieslem emitują więcej CO2, niż ich odpowiedniki w benzynie. Aż 50% diesli jeżdżących po polskich drogach diesli emituje więcej dwutlenku węgla, niż jest to deklarowane przez producentów i sprzedawców pojazdów[27].

## Samochody hybrydowe a zmniejszenie emisji spalin
Samochody hybrydowe korzystają z energii odzyskanej podczas hamowania, zatem jej wytworzenie nie powoduje dodatkowego zużycia paliwa. Od 1997 roku, tj. od rozpoczęcia sprzedaży Toyoty Priusa do końca września 2014, gdy całkowita sprzedaż hybryd Toyoty na świecie przekroczyła 7 milionów, technologia hybrydowa pozwoliła zaoszczędzić co najmniej 18 milionów ton benzyny. Oznacza to obniżenie emisji CO2 o 49 milionów ton. Całkowita sprzedaż samochodów hybrydowych wszystkich producentów wynosi ponad 8 milionów.